# Vjekoslav Galjanić
Vjekoslav Galjanić (Punta Križa, 24. kolovoza 1921. – 21. rujna 2012.), gospodarstvenik i političar.
Predsjednik Narodnog odbora općine Malog Lošinja od 1953. do 1955., te od 1958. do 1966. godine. Za njegovih mandata ostvareni veliki pomaci u vodoopskrbi i elektrifikaciji Lošinja. Za njegova je mandata od 1953. do 1955. inicirao je sadnju palma koje su i danas uresom lošinjske rive. Direktor vodećeg lošinjskog poduzeća "Jadranka" od 1955. do 1958., te od 1966. do 1982. godine. Magistrirao na Ekonomskom fakultetu u Zagrebu 1977. godine.
Dobitnik niza priznanja, između ostalog Ordena rada sa srebrnim vijencem za zasluge i postignute uspjehe u radu za napredak zemlje, 1975. godine, ukazom predsjednika SFR Jugoslavije.[ima li izvor na internetu, koji nije za pretplatnike, ili barem da nam potvrdite da to piše u in memoriamu u Novom listu]

## Vanjske poveznice
- Pobjednici otvorenih turnira ŠK Lošinj Vjekoslav Galjanić na slici, dodjeljuje nagradu